# أيوب الخالقي
أيوب الخاليقي لاعب كرة قدم مغربي يشغل مركز جناح أيمن، ولد بالعاصمة الرباط في 11 سبتمبر 1986 لعب سابقا لنادي الوداد الرياضي و الفتح الرباطي و المنتخب المغربي

## مسيرته
تدرج في الفئات الصغرى لنادي الفتح الرباطي ولعب للفريق الأول بدأً من 2007 حيث حقق معه لقب كأس العرش وكأس الاتحاد الإفريقي سنة 2010 ، قبل أن يغادره سنة 2011 في اتجاه نادي الوداد الرياضي وقد قاده تألقه مع الفريق الأحمر إلى الحصول على ثقة مدرب المنتخب المغربي إيريك غيريتس بحيث لعب أول مقابلة دولية ضد السنغال يوم 25 ماي 2012 في مباراة ودية، وفي صيف 2014 أي الموسم الحالي حقق حلم الطفولة ألا وهو الانتقال للقلعة العسكرية وللعب لزعيم الأندية المغربية نادي الجيش الملكي كما استدعي من طرف الإطار الوطني بادو الزاكي لمبارتين وديتين إستعدادا لكأس أمم أفريقيا 2015 بالمغرب

## الإنجازات
الفتح الرباطي
- كأس العرش: 2010
- كأس الكونفيدرالية الأفريقية: 2010

 اتحاد طنجة
- البطولة الوطنية المغربية: 2018

- تشكيلة العام في أفريقيا : 2011

## روابط خارجية
- أيوب الخالقي على موقع الاتحاد الدولي (مؤرشف)  (الإنجليزية)
- أيوب الخالقي على موقع قاعدة بيانات كرة القدم.إي يو (الإنجليزية)
- أيوب الخالقي على موقع ناشيونال فوتبول تيمز (الإنجليزية)
- أيوب الخالقي على موقع Soccerway.com (الإنجليزية)